# Joan Miralles Monserrat
Joan Miralles Monserrat (Montuiri, Mallorca; 1945) es catedrático de Filología Catalana de la Universidad de las Islas Baleares (UIB) desde 1983. Se licenció en Filología Románica en la Universidad de Barcelona (1969) y el mismo 1969 defendió la tesis de licenciatura Contribución al estudio de la onomástica mallorquina.
El año 1978 obtuvo el doctorado en Filología Catalana con la tesis Un llibre de cort real mallorquí del segle XIV (Un libro de corte real mallorquín del XIV). Introducción, transcripción y estudio lingüístico (premio extraordinario de Filología, Universitat de Barcelona, 1978). Ocupó el cargo de Vicedecano de la Facultad de Filosofía y Letras en 1983 y el de Director del Departamento de Filología Catalana y Lingüística General de la UIB entre los años 1980 y 1998. Fue profesor de Filología Catalana a la UIB desde el curso 1970-1971 y en 1983 fue nombrado Catedrático numerario en Filología Catalana de la UIB. Entre 1980 y 1998 fue director del Departamento de Filología Catalana y Lingüística General. Es miembro numerario de la Sección Filológica del Instituto de Estudios Catalanes (IEC) y de la comisión para la elaboración de una propuesta de estándar oral del IEC. Ha sido miembro de la comisión redactora del anteproyecto de Ley de Normalización Lingüística para la Comunidad Autónoma de las Islas Baleares. Ha participado en el proyecto europeo PATROM (Patronymica Romanica), en el marco del cual prepara un diccionario histórico del antroponímia románica y en el proyecto Gramática del Catalán Antiguo (HUM2005-03508HILO) del Ministerio de Educación y Ciencia.
Sus líneas de investigación y estudio han sido las siguientes: Historia de la lengua catalana, Gramática histórica catalana, Comentario filológico de textos catalanes, Onomástica, Cultura popular, Literatura popular, Historia oral, Colón y las Islas Baleares, La emigración balear en Cuba y en Argentina y la Historia social de la lengua catalana.

## Publicaciones[1]
- (Tesis doctoral) Un llibre de Cort Reial mallorquí del segle XIV (1357-60). Introducción, transcripción y estudio lingüístico (1984). Prólogo de Antoni Maria Badia y Margarit. IEB y Ed. Moll con soporte de la Fundació del Congrés de Cultura Catalana. 2 vol. Palma.
- Un poble, un temps (1974). Prólogo de Nicolau Llaneras. Editorial Turmeda (1a edición, 1974) y Miquel Font ed. (2a edición, 1995).
- Els carrers de Montuïri (1977). Prólogo de Antoni Serra. Congrés de Cultura Catalana. Campaña para la identificación del territorio. Ed. Ciclostilada. Ciudad de Mallorca.
- Qüestionari sobre història y cultura popular de Mallorca (1978)
- La investigació de les fonts orals. Guia didàctica (1980)
- Vida y obra d’en Pere Capellà (Mingo Revulgo) (1980), Monografias de l'Obra Cultural Balear. Palma.
- La festa de l’Estendard (1981)
- La història oral. Qüestionari y guia didàctica (1985). Prólogo de Mercè Vilanova. Ed. Moll. Col. La Finestra. Textos didàctics. Palma.
- Receptari de cuina del segle XVIII del P. Jaume Nartí y Oliver, con la colaboración de Francesca Cantallops (1989). UIB y Publicacions de l'Abadia de Montserrat. Biblioteca Marian Aguiló. Barcelona.
- Catàleg de noms propis de persona, con la colaboración de Antoni Llull (1989). UIB. Col. Les tres llances, núm. 1. Palma.
- Onomàstica y literatura (1996). Prólogo d'Isidor Marí. Departamento de Filología Catalana y Lingüística General. UIB. Publicaciones de la Abadía de Montserrat, Barcelona.
- Corpus d'antropònims mallorquins del segle XIV (1997). Prólogo de Joan Veny. IEC. Repertorios de la Sección Filológica. III. Barcelona.
- Història y cultura popular (1998), ambos trabajos publicados anteriormente. Prólogo de Damià Ferrà-Ponç. UIB. Dep. de Filología Catalana y Lingüística General. Publicaciones de la Abadía de Montserrat. Barcelona.
- Discursos per la llengua (1999). Prólogo de Josep Melià. Departamento de Filología Catalana y Lingüística General y Publicaciones de la Abadía de Montserrat. Biblioteca Miquel dels Sants Oliver. Barcelona.
- Entorn de la història de la llengua (2001). Prólogo de Josep Massot y Montaner. Dep. de Filología Catalana y Lingüística General. Publicaciones de la Abadía de Montserrat. Biblioteca de Miquel dels Sants Oliver. Barcelona.
- Estudis d'Onomàstica (2003). Prólogo de Josep Moran. UIB y Publicaciones de la Abadía de Montserrat. Biblioteca de Miquel dels Sants Oliver. Barcelona.
- Francesc de B. Moll, l'home dels mots.
- Francesc de B. Moll y la llengua literària. Prólogo de Gabriel Janer.
- Antologia de textos de les Illes Balears (Segles XIII - XVI) (2006). Prólogo de Joan Martí y Castell. Institut d'Estudis Baleàrics. Publicaciones de la Abadía de Montserrat. Vol I. Barcelona.
- Antologia de textos de les Illes Balears (Segles XVII - XVIII). (2006) Prólogo de Albert Rossich. Institut d'Estudis Baleàrics. Publicaciones de la Abadía de Montserrat. Vol. II. Barcelona.
- Antologia de textos de les Illes Balears (Segle XIX, 1a part). (2007) Pròleg de Joan Mas y Vives. Institut d'Estudis Baleàrics. Publicacions de la Abadía de Montserrat. Vol. III. Barcelona.
- Antologia de textos de les Illes Balears (Segle XIX, 2a part). (2008) Institut d'Estudis Baleàrics. Publicaciones de la Abadía de Montserrat. Vol. IV. Barcelona.
- Antologia de textos de les Illes Balears (Segle XIX, 3a part). (2009) Govern de les Illes Balears. Conselleria d'Educació y Cultura. Institut d'Estudis Baleàrics. Publicaciones de la Abadía de Montserrat. Vol. V. Barcelona.
- El diari "La Vida" (La Habana 1900 - 1913) (2009). A cargo de Joan Miralles y Monserrat y Honorat Jaume y Font. Prólogo de Nuria Gregori. Con la colaboración de Jorge Domingo, Perfecto Quadrado y Rafel Viñas. Càtedra UNESCO de Llengües y Educació (IEC). Fundació Balears a l'Exterior (Fundació Càtedra Iberoamericana-UIB). Consell Insular de Mallorca. Departament de Cultura y Patrimoni. Institut d'Estudis Baleàrics. Publicaciones de la Abadía de Monstserrat. Barcelona.
- Antologia de textos de les Illes Balears (Segle XIX, 4a part). (2010) Govern de les Illes Balears. Conselleria d'Educació y Cultura. Institut d'Estudis Baleàrics. Publicaciones de la Abadía de Montserrat. Vol. VI. Barcelona.
- Colaboró en el Diccionari de la llengua catalana (1995).